# Itirapina
Itirapina – miasto i gmina w Brazylii, w stanie São Paulo. Znajduje się w mezoregionie Piracicaba i mikroregionie Rio Claro. Na terenie gminy Itrirapina i sąsiedniej Brotas znajduje się stacja ekologiczna Itirapina.